# Église de Crétéville
L'église de Crétéville, située dans la ville de Crétéville en Tunisie, est une église catholique construite en 1887 pendant le protectorat français. Cédée au gouvernement tunisien en 1964, elle a été convertie en habitation.

## Historique de l'église
La région n'est qu'une plaine inculte et inhospitalière lorsque le lieutenant Maurice Crété vient s'y établir en 1885 après avoir donné sa démission d'officier aux Chasseurs d'Afrique, unité dans laquelle il a participé à la conquête de la Tunisie. Les débuts sont difficiles mais, dix ans plus tard, le domaine s'étend sur 650 hectares dont 250 de vignes. Un bordj, noyau de la future ville de Crétéville, a été construit, une sorte de grande ferme abritant les écuries, les étables, les hangars pour le matériel et les récoltes ainsi que les bâtiments d'habitation. À l'extérieur, on trouve des gourbis abritant les ouvriers agricoles kabyles, des huttes pour les ouvriers noirs et des baraques en planches pour les Siciliens et les Maltais.
Pour respecter la foi de ses ouvriers chrétiens, une petite église toute blanche est construite par le propriétaire en 1887. Assez grande pour accueillir une centaine de fidèles, on y célèbre les offices lorsqu'un prêtre est de passage. Toutefois, le village n'est qu'une annexe de la paroisse de La Cébala du Mornag.

## Bâtiment après l'indépendance
L'indépendance du pays provoque le départ de nombreux Européens vers la France et l'Italie mais la région, essentiellement agricole, est moins touchée que les grandes villes par le départ des fonctionnaires. La nationalisation des terres européennes le 12 mai 1964 change tout. Les colons français comme italiens sont expulsés de leur maison et n'ont d'autre choix que de quitter la région. Le modus vivendi signé entre le gouvernement tunisien et le Vatican le 10 juillet 1964 prend acte de cette disparition de la communauté chrétienne de Tunisie. La quasi-totalité des églises sont cédées au gouvernement tunisien avec l'assurance qu'elles ne seront utilisées qu'à des fins d'intérêt public compatibles avec leur ancienne destination. Propriété privée du domaine agricole, l'église de Crétéville n'est pas mentionnée car elle a déjà été confisquée par le biais de la loi du 12 mai.
Elle est reconvertie en maison d'habitation.